# 湯惟宗
湯 惟宗（ゆ これむね）は、戦国時代の武将。尼子氏の家臣。

## 生涯
尼子晴久に仕え、天文9年（1540年）8月の吉田郡山城の戦いに出陣。永禄元年（1558年）5月の小笠原長雄への援軍に従軍、石見国出羽表にて吉川氏方を破る。
義久の代には鰐走城の牛尾久清と共に福屋隆兼の謀反に応じて永禄4年（1561年）11月、吉川・都治両氏の守る福光城を攻めるが敗走。永禄6年（1563年）9月、毛利元就の白鹿城攻めに尼子倫久を総大将として救援に向かったが撃退された。
永禄8年（1565年）4月、元就の第二次月山富田城の戦いの際に亀井安綱、河本隆任、川副久盛、牛尾幸清、佐世清宗と同時期に毛利氏に降った。その後の詳細は不明。なお、嫡男・永綱の子に亀井茲矩がいる。